# Brian Hopper
Brian Hopper (născut pe 3 ianuarie 1943 în Canterbury, Kent) este un chitarist și saxofonist britanic, și fratele mai în vârstă al basistului Hugh Hopper. Împreună cu Hugh a fost membru al trupei Wilde Flowers, formație ce făcea parte din „Canterbury scene”. De asemenea a cântat la saxofon pe albumul Volume Two al grupului Soft Machine. Moartea unor colegi de trupă la începutul anilor 1970 l-au descurajat pe Brian în a-și dezvolta o serioasă carieră muzicală, astfel că a intrat în domeniul agriculturii în schimbul muzicii. Numai la sfârșitul anilor 1990 Brian s-a întors la activitatea de artist. Unul dintre proiectele sale a fost o compilație de 4 CD-uri cu înregistrări din arhiva „Canterbury scene” din propria sa colecție.

## Discografie

#### Sub numele propriu
- Virtuality (cu Robert Fenner, Voiceprint Records, 2003)
- If Ever I Am (Voiceprint, 2004)

### Cu alții
- The Wilde Flowers (Voiceprint, 1994)
- Canterburied Sounds, Vol.s 1-4 (Voiceprint, 1998)